# Kostel svaté Maří Magdalény (Sulíkov)
Kostel svaté Maří Magdalény je římskokatolický chrám v Sulíkově v okrese Blansko. Jde o farní kostel římskokatolické farnosti Sulíkov. Je chráněn jako kulturní památka České republiky.
První písemná zmínka o obci pochází z roku 1374, kdy náležela kunštátskému panství. Kostel je poprvé zmiňován roku 1786, podle použitého stavebního materiálu je však mnohem starší, snad až ze třináctého století.
Oltářní obraz svaté Maří Magdalény je dílem malíře Josefa Zeleného z Brna. Křížovou cestu včetně soch a oltáře zhotovili bratři Bekové z Kutné Hory, vše pochází z let 1923-1926.